# 韦拉科伊尔
韦拉科伊尔（Vellakoil），是印度泰米尔纳德邦Erode县的一个城镇。总人口34509（2001年）。

## 人口
该地2001年总人口34509人，其中男性17341人，女性17168人；0—6岁人口3043人，其中男1550人，女1493人；识字率68.64%，其中男性为76.94%，女性为60.26%。